# Brookings (Oregon)
Brookings è un centro abitato (City) degli Stati Uniti d'America, situato nella contea di Curry dello Stato dell'Oregon. Nel 2007 la popolazione era di 6.455 abitanti.

## Geografia fisica
Secondo i rilevamenti dello United States Census Bureau, Brookings si estende su una superficie di 7,3 km².